# Lohvanjärvi
Lohvanjärvi är en sjö i kommunen Pyhäjärvi i landskapet Norra Österbotten i Finland. Sjön ligger 155,4 meter över havet. Arean är 1,15 kvadratkilometer och strandlinjen är 5,58 kilometer lång. Sjön  ingår i Pyhäjoki älvs huvudavrinningsområde.   Den ligger omkring 140 kilometer söder om Uleåborg och omkring 400 kilometer norr om Helsingfors. 
I sjön finns ön Selkäsaari. 